# Comentadores (direito)
Os comentadores compõem um grupo de juristas que, tendo vivido entre o final do século XIII e o final do século XV, ocuparam-se com a interpretação dos fragmentos de direito romano contidos no Corpus Iuris Civilis. Eles empregavam o chamado mos italicus, isto é, metodologia que buscava ligar a doutrina do direito romano com a prática jurídica Os comentadores também são chamados pós-glosadores e pareceristas (do latim, consilium: parecer), em razão de sua atividade estar ligada à produção de pareceres jurídicos.

## Diferenças em relação aos glosadores
No último terço do século XI, os juristas da Escola de Direito de Bolonha, após um longo período de desaparecimento dessas obras, redescobriram numa parte do antigo Corpus Iuris do Imperador Justiniano uma obra central para o direito romano, o Digesto. Esses juristas, após lerem os textos, foram procedendo a anotações. Assim, eles adicionavam notas nas entrelinhas do texto original ou escreviam notas marginais, as chamadas glosas. Por causa dessa abordagem, foram chamados glosadores. Influenciados pela metodologia de trabalho da escolástica, eles não anotavam apenas palavras individuais, mas trechos inteiros dos textos. Paralelamente à exegese textual, havia também uma atividade interpretativa mais ampla.
A prática jurídica da época foi moldada, de um lado, pelo trabalho dos canonistas e dos decretistas e, por outro, pelos direitos locais e costumes regionais. Devido à sua rigidez acadêmica, os glosadores não podiam agir diretamente sobre a prática de cada lugar, especialmente porque o Corpus Iuris não lhes dava nenhuma instrução para a prática jurídica cotidiana. Para eles, a lei de Justiniano já era uma lei diretamente prática, e a lei romana era considerada a lei do Império ocidental e, ao mesmo tempo, um direito comum que reivindicava validade universal. O mesmo método de trabalho foi empregado também para fontes de direito canônico, em particular os textos do Corpus Iuris Canonici, que na Idade Média e também mais tarde no início da era moderna desempenharam um papel importante ao lado dos textos jurídicos romanos. Com o tempo, as explicações dos glosadores foram ficando cada vez mais detalhadas. Dessa forma, surgiram extensos conjuntos de glosas. O trabalho dos glosadores encontrou sua conclusão no aparelho de glosa do Acúrsio, que, em meados do século XIII,, criou a Glosa ordinaria . Nesta obra, Acúrsio combinou vários aparatos de glosas em uma única obra de exegese.
Os juristas posteriores a Acúrsio não redigiram mais glosas. Baseados no método escolástico, os comentadores se criam preparados para o tratamento sistemático das matérias jurídicas. Parecia-lhes muito negativo que as glosas não tivessem contribuído em nada para os direitos particulares, aplicados na vida real, pois quase não havia pontos de contato. Como técnica de atualização do material jurídico contido no Corpus iuris, o conhecimento da ciência do direito deveria ser ligado à praxe longobarda e ao direito canônico. O que nasceu daí foi verdadeiramente um direito de juristas, ahistórico e expressamente ligado à autoridade. Isso ajudou o direito romano a que seguisse um caminho ligado ao espírito do tempo dominante na época.
Esses escritos, geralmente redigidos em um mau latim, atestam uma atividade profundamente criativa em relação ao direito, logo marcando o pensamento da época e preparando o terreno para que o mos italicus encontrasse reconhecimento em toda a Europa. Assim, não havia um mero trabalho de recepção do direito romano. As abordagens científicas foram se aprofundando ao tempo do humanismo, que passou a exigir do jurista tanto consciência histórica como conhecimentos filológicos.
Os comentadores redigiam esclarecimentos detalhados sobre cada uma das passagens (leges) do Corpus iuris. Esses esclarecimentos, que seguiam o texto-fonte de forma menos rente que as antigas glosas, foram chamados comentários, o que levou a que seus autores fossem conhecidos como comentadores ou pós-glosadores. Os comentadores foram bem mais ativos que seus predecessores, entrando em verdadeira competição com os canonistas no que concerne à inovação jurídica. Ambas as disciplinas eram predecessoras da moderna dogmática jurídica e moldaram, até o séc. XVII, o estilo corrente da ciência do direito europeia, tendo sido apenas parcialmente tolhido pelo purismo dos juristas humanistas. Foram os comentadores que lograram pôr em concordância os direitos local, eclesiástico e romano, de forma a tornar o direito romano utilizável na prática. A atividade dos comentadores está fortemente ligada à produção de pareceres sobre casos complexos. Esses pareceres eram recolhidos e editados e, por esta razão, os comentadores são também conhecidos como pareceristas.
Os comentadores abriram o caminho para o desenvolvimento de áreas do direito que se faziam necessárias em razão das circunstâncias políticas, sociais e econômicas da época. Assim, instituições e disciplinas que careciam de base no direito justinianeu, seja por terem origem no direito eclesiástico ou germânico, foram desenvolvidos pelos comentadores. É o caso do direito penal, do direito comercial e do direito processual, ligado à resolução das disputas. Também foram eles os responsáveis por dar contornos ao regime de bens matrimonial, aos direitos de utilização do solo e ao direito das corporações.
Na medida em que a autoridade dos glosadores ainda era fundamentalmente embasada na “ideia espiritual da Roma da Alta Idade Média”, “a autoridade dos comentadores se baseava essencialmente em lidar com o presente” (Wieacker). Em conjunto, tanto a teoria dos glosadores como, a partir deles, a prática dos comentadores tiveram uma influência duradoura na ordem social da Europa, porque a nova ciência do direito serviu aos padrões europeus clássicos de litigância pública, de espírito racional e de consciência metódica.

## Juristas importantes
Os primeiros juristas que podem ser incluídos na escola dos comentadores - como Pedro de Bellaperthica e Jácobo de Ravanis († 1296) - atuavam, no final do século XIII, no sul da França. Em particular, Cino de Pistóia (aproximadamente 1270–1336), contemporâneo e compatriota de Dante e autor da Lectura super Codice (Comentário sobre os primeiros nove livros do Codex de Justiniano), deu a conhecer a nova metodologia na Itália. Um dos alunos de Cino foi Bártolo de Saxoferrato (1313-1357), que, junto com seu aluno Baldo de Ubaldo (1327-1400), foi provavelmente o representante mais importante da escola dos comentadores. As opiniões desses dois comentadores granjearam, na prática, uma autoridade semelhante à da lei. Os comentários de Bártolo são considerados pelos estudiosos  ainda mais importantes  que a Glossa ordinaria de Acúrsio.
A partir do séc. XV, Paulo de Castro († 1441) e Jasão de Maino (1435–1519) devem ser mencionados. Jasão de Maino foi mestre de Andreas Alciato 1492–1550), fundador da vertente humanista da ciência do direito, também chamada mos gallicus, que se preocupava sobretudo com a compreensão filológica e historicamente correta de uma fonte, deixando de lado a aplicação prática do direito romano. No entanto, também após Jasão de Maino houve juristas que, orientados pela prática, adotavam a metodologia dos comentadores. Os partidários do chamado mos italicus nos sécs. XVI e XVII (isto é, método italiano, pois os principais comentadores eram italianos, ao passo que os principais representantes da ciência do direito humana eram franceses), porém, já não eram mais vistos como representantes da escola dos comentadores.